# Hemmo Silvennoinen
Hemmo Valio Silvennoinen, finski smučarski skakalec, * 6. november 1932, Kesälahti, Finska, † 4. december 2002, Vantaa, Finska.
Silvennoinen je nastopil na Zimskih olimpijskih 1956 v Cortini d'Ampezzo, kjer je osvojil deseto mesto na srednji skakalnici. Največji uspeh kariere je dosegel z osvojitvijo Novoletne turneje v sezoni 1954/55, leto kasneje pa je dosegel svojo edino posamično zmago na tekmi v Garmisch-Partenkirchnu. Na Svetovnem prvenstvu 1962 v Zakopanah je osvojil četrto mesto na veliki skakalnici